# Ightham Mote
Ightham Mote (pronunciado "item moat") é um palácio medieval inglês, protegido por um fosso. Fica localizado junto à aldeia de Ightham, nas proximidades de Sevenoaks, no Kent. 
O nome "mote" deriva de "moot", "local de encontro", em vez de se referir ao corpo de água.

## História
Originalmente datado de cerca de 1320, o edifício é digno de nota por, depois da conclusão do quadrângulo com a nova capela no século XVI, os seus sucessivos proprietários terem efectuado poucas alterações à estrutura principal. Ightham Mote foi deixado em testamento ao "National Trust for Places of Historic Interest or Natural Beauty" (Instituto Nacional para os Locais de Interesse Histórico ou Interesse Natural), em 1985, por homem de negócios norte-americano, Charles Henry Robinson, que o comprara em 1956. O palácio é agora um edifício listada com o Grau I, e partes dele são um "Scheduled Ancient Monument" (Monumento Antigo Regulado).

## Descrição

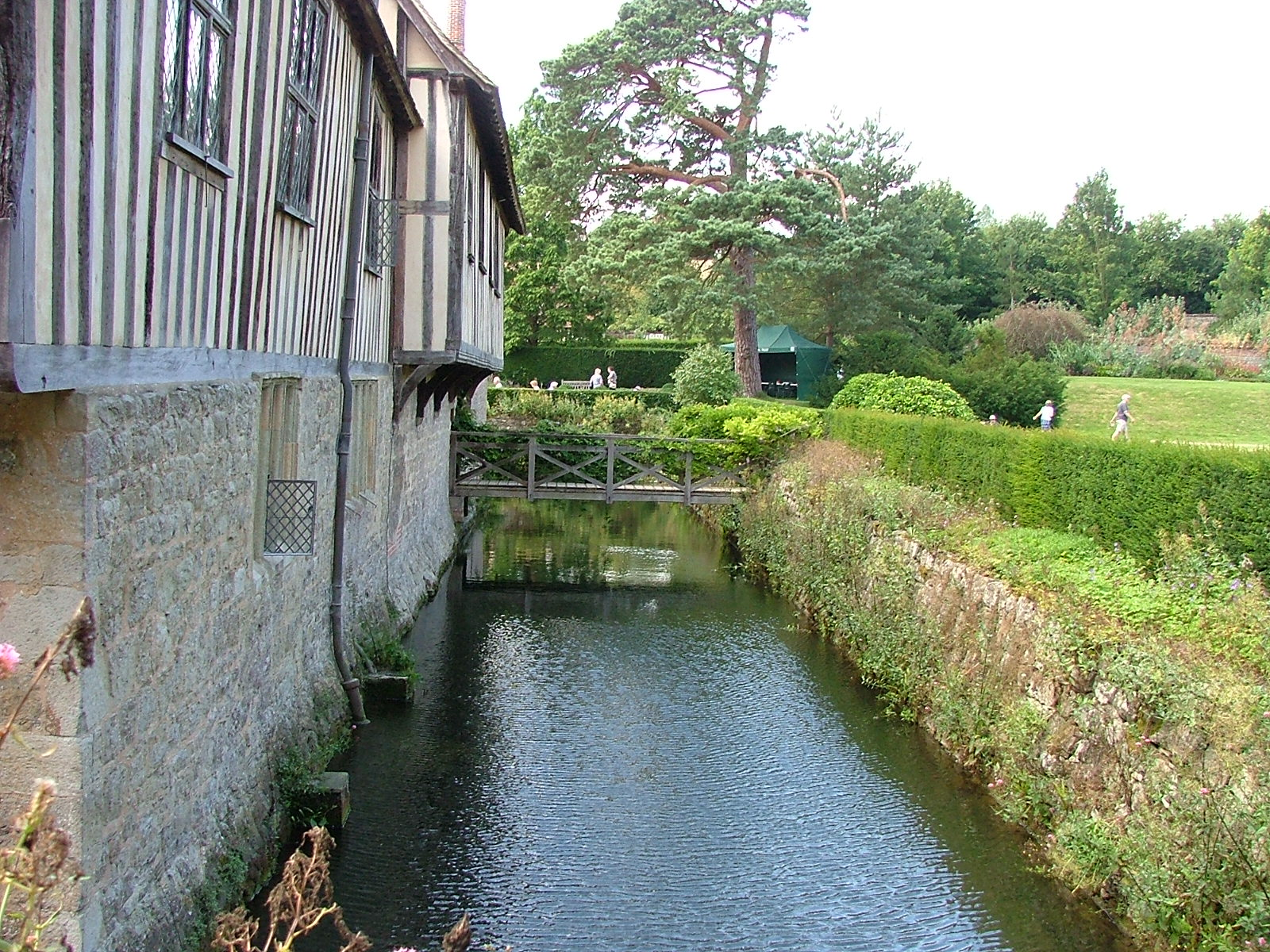
O fosso de Ightham Mote.

O palácio tem mais de setenta salas, todas distribuídas em volta de um pátio central. O edifício está rodeado por todos os lados por um fosso quadrado, atravessado por três pontes. As primeiras estruturas do local incluem o Grande Hall, a Capela, Cripta e duas salas solares. O pátio estava completamente fechado e a torre com ameias foi construída no século XV. As estruturas incluem elementos descomunais e inconfundíveis, tal como a portaria oblíqua, uma estreita fenda desenhada na parede para permitir ao porteiro examinar as credenciais dos visitantes antes de abrir o portão, e um amplo canil, o qual foi construído no final do século XIX para um São bernardo chamado Dido. O canil é a única casa de cão listada com o Grau I.
Ightham Mote permanece, então, como um instantâneo fotográfico que mostra como casas semelhantes se apresentavam na Idade Média. Nikolaus Pevsner chamou-o de "o mais completo pequeno palácio medieval do país". Durante o século XIX foi encontrado um esqueleto feminino emparedado entre uma porta de serviço bloqueada.
Em 1989 o "National Trust" iniciou um ambicioso projecto de restauro, o qual envolveu a desmontagem de grande parte do edifício e o registo dos seus métodos de construção antes de reconstruí-lo. O projecto terminou em 2004 depois de descobertos numerosos exemplos de realizações estruturais e ornamentais que haviam sido cobertos por adições posteriores. Foi estimado que as obras de restauro tenham custado mais de 10 milhões de libras.
Ightham Mote e os seus jardins estão abertos ao público.

## Referência
- Christopher Simon Sykes, Ancient English Houses 1240-1612 (London: Chatto & Windus) 1988